# Coștiui
Coștiui (ukr. Коштіль, Kosztil), (węg. Rónaszék) – wieś w Rumunii, w okręgu Marmarosz, w gminie Rona de Sus. W 2011 roku liczyła 630 mieszkańców.